# Células polares
En Drosophila, en la región posterior durante la segmentación, en la división número nueve del embrión, hay 512 células que forman un sincitio, pero en dicha parte posterior hay un grupo de núcleos que van a celularizarse, es decir, van a adquirir citoplasma y pasan entonces a denominarse células polares. Se tratan de las células primordiales germinales que en el organismo maduro o completo constituirán las gónadas que desarrollarán los gametos masculinos o femeninos.
Son células que se caracterizan por:
- ser células muy grandes con un diámetro de 20 micrómetros.
- son ricas en RNA.
- con muchos ribosomas libres (en el caso de las aves hay abundancia de lípidos y glucógeno; en mamíferos a nivel del aparato de Golgi y del retículo endoplasmático rugoso hay gran cantidad de fosfatasa alcalina).

La región polar o posterior presenta un acúmulo de mitocondrias, fibras, gránulos polares (mtrRNA: mitochondrial ribosomal RNA), mRNA gcl (proteína que hace que las células sean germinales primordiales), RNAmit (mitocondrial) y también proteínas, como son:
- OSCAR: directamente implicada en las células polares en Drosophila.
- NANOS: transporte de células polares a las gónadas.
- VASA: ancla mRNAs.

- Datos: Q7209256